# محطة قطار أشدود – عاد هلوم
محطة قطار أشدود – عاد هلوم (بالعبرية: תחנת הרכבת אשדוד – עד הלום) هي محطة قطار للركاب تقع في شبكة خطوط السكك الحديدية الإسرائيلية على سكة حديد اللد – أشكلون وتخدم مدينة أشدود.

## تاريخ
بُنيت سكة حديد اللد – أشكلون خلال الحرب العالمية الأولى على يد المهندس الألماني هاينرش أوغوست مايسنر مقابل الجهود الحربية للإمبراطورية العثمانية. في عام 1918 –بعد احتلال فلسطين– قام البريطانيون بتمهيد السكة الحديدية من جديد بعرضٍ قياسي هو 1,435 مليمتر بدلًا من 1,050 مليمتر كما كان في الأصل. في بداية الانتداب البريطاني بُنيت محطة القطار "إِسْدُود" قرب مدينة إسدود –تُعرف اليوم بِأَشْدُود– لتكون محطة إمداد للقوات البريطانية عند مصب وادي صقرير. خلال عهد الانتداب البريطاني خدمت المحطة سكان المنطقة أيضًا، كما توقفت فيها القطارات المتجهة إلى مصر. في 3 أبريل 1946 هاجمت منظمة إرجون العسكرية المحطة وقتلت جنديًا بريطانيًا وفجرت قاطرة.
بعد ظهر يوم السبت في 15 مايو 1948 تقدمت القوات المصرية إلى المحطة ومحيطها وسيطرت عليها على أثر انتهاء الانتداب البريطاني وإعلان قيام دولة إسرائيل. توقفوا عند هذه النقطة ولم يستمروا شمالًا، ومن هنا جاءت تسمية المحطة عاد هلوم עד הלום بمعنى إلى هنا. بقيت القوات المصرية في مكانها حتى عملية يُؤاڤ في أكتوبر 1948 .

## تصميم
يحتوي مبنى المحطة على صالة مكيفة وكافيتريا ومكاتب بيع التذاكر. كما يوجد جسر مشاة يمر من فوق الأرصفة ليخدم من يوقفون سياراتهم في الموقف المكشوف شرق المحطة (المجاور للطريق السريع 4). تحتوي المحطة على منصة جانبية ومنصة جزيرة متصلة بواسطة ممر تحت الأرض. يقع المدخل الرئيسي للمحطة على الجانب الغربي، ويسمح الجسر العلوي بالدخول إلى المحطة أيضًا للقادمين من الشرق.